# トマス・アカレ
トマス・アカレ（Thomas Akare, 1950年 - ）はケニアの作家。ヴィクトリア湖に面した都市でルオ族の中心地であるキスムの出身。
ナイロビのマジェンゴ地区やマコンゲニ地区などを舞台にした小説『スラム』を執筆。廃車に住み、カタンガ・ベース（由来はカタンガ州）と呼ばれるタクシーの車庫で洗車を仕事にする青年エディを主人公にスラムの生活を描いた。

## 主要著書
- The Slums , 1981.　邦訳『スラム』　永江敦訳、緑地社〈アフリカ叢書〉、1993年。
- Twilight woman , 1988.